# HMS Union (N56)
| «Юніон»                                                                                | «Юніон»                                                                                                 | «Юніон»                                                                                                 |
| -------------------------------------------------------------------------------------- | --- | --- |
| HMS Union (N56)                                                                        | | |
|                                                                                        | | |
| Схематичне зображення конструкції британського підводного човна типу «U», другої серії | | |
| Верф                                                                                   | Vickers-Armstrongs, Барроу-ін-Фернесс                                                                   | Vickers-Armstrongs, Барроу-ін-Фернесс                                                                   |
| Під прапором                                                                           | Велика Британія                                                                                         | Велика Британія                                                                                         |
| Належність                                                                             | Військово-морські сили Великої Британії                                                                 | Військово-морські сили Великої Британії                                                                 |
| Порт приписки                                                                          | Голі-Лох, Гібралтар, Мальта                                                                             | Голі-Лох, Гібралтар, Мальта                                                                             |
| На честь                                                                               | восьмий корабель флоту на ім'я «Юніон»                                                                  | восьмий корабель флоту на ім'я «Юніон»                                                                  |
| Замовлення                                                                             | 4 вересня 1939                                                                                          | 4 вересня 1939                                                                                          |
| Закладений                                                                             | 9 грудня 1939                                                                                           | 9 грудня 1939                                                                                           |
| Спуск на воду                                                                          | 1 жовтня 1940                                                                                           | 1 жовтня 1940                                                                                           |
| Введений до складу флоту                                                               | 22 лютого 1941                                                                                          | 22 лютого 1941                                                                                          |
| На службі                                                                              | 1941 | 1941 |
| Загибель                                                                               | 20 липня 1941 року потоплений італійським міноносцем «Чірче» у Сицилійській протоці                     | 20 липня 1941 року потоплений італійським міноносцем «Чірче» у Сицилійській протоці                     |
| Бойовий досвід                                                                         | Друга світова війна Битва на Середземному морі                                                          | Друга світова війна Битва на Середземному морі                                                          |
| Проєкт                                                                                 | | |
| Класифікація ПЧ                                                                        | малий підводний човен                                                                                   | малий підводний човен                                                                                   |
| Тип ПЧ                                                                                 | Підводні човни типу «U»                                                                                 | Підводні човни типу «U»                                                                                 |
| Основні характеристики                                                                 | | |
| Швидкість (надводна)                                                                   | 11,25 вузла (20,84 км/год)                                                                              | 11,25 вузла (20,84 км/год)                                                                              |
| Швидкість (підводна)                                                                   | 9 вузлів (17 км/год)                                                                                    | 9 вузлів (17 км/год)                                                                                    |
| Робоча глибина занурення                                                               | 120 м                                                                                                   | 120 м                                                                                                   |
| Дальність плавання                                                                     | 3800 миль (6100 км) на швидкості 10 вузлів (надводна) 120 миль (190 км) на швидкості 4 вузли (підводна) | 3800 миль (6100 км) на швидкості 10 вузлів (надводна) 120 миль (190 км) на швидкості 4 вузли (підводна) |
| Екіпаж                                                                                 | 36 офіцерів та матросів                                                                                 | 36 офіцерів та матросів                                                                                 |
| Розміри                                                                                | | |
| Довжина найбільша (по КВЛ)                                                             | 58 м | 58 м |
| Ширина корпусу найб.                                                                   | 4,9 м                                                                                                   | 4,9 м                                                                                                   |
| Середня осадка (по КВЛ)                                                                | 3,0 м                                                                                                   | 3,0 м                                                                                                   |
| Водотоннажність надводна                                                               | 658 тонн                                                                                                | 658 тонн                                                                                                |
| Водотоннажність підводна                                                               | 740 тонн                                                                                                | 740 тонн                                                                                                |
| Силова установка                                                                       | | |
| Дизель-електрична: 2 × дизельних двигуни Paxman Ricardo 2 × електродвигуни             | | |
| Гвинти                                                                                 | 2 | 2 |
| Потужність                                                                             | 2 × 800 к.с. (дизелі) 2 × 760 к.с. (електродвигуни)                                                     | 2 × 800 к.с. (дизелі) 2 × 760 к.с. (електродвигуни)                                                     |
| Озброєння                                                                              | | |
| Торпедно- мінне озброєння                                                              | 4 × 533-мм торпедних апарати 80 торпед 6 мін                                                            | 4 × 533-мм торпедних апарати 80 торпед 6 мін                                                            |
| ППО                                                                                    | 1 × 76-мм гармата QF 3-inch 20 cwt 3 зенітні кулемети                                                   | 1 × 76-мм гармата QF 3-inch 20 cwt 3 зенітні кулемети                                                   |

«Юніон» (англ. HMS Union (N56) — британський військовий корабель, підводний човен типу «U», другої серії, що перебував у складі Королівського військово-морського флоту Великої Британії за роки Другої світової війни.

## Історія створення
«Юніон» був закладений 9 грудня 1939 року, як P56, на верфі компанії Vickers-Armstrongs у Барроу-ін-Фернессі. 1 жовтня 1940 року він був спущений на воду, а 22 лютого 1941 року увійшов до складу Королівського ВМФ Великої Британії.

## Історія служби
Підводний човен нетривалий час брав участь у бойових діях на морі в Другій світовій війні; переважно змагався на Середземному морі, супроводжував мальтійські конвої.
Більшу частину своєї короткої кар'єри «Юніон» провів у Середземному морі, де потопив італійське торговельне судно Pietro Querini. Однак його успіх був недовгим. «Юніон» вийшов з Мальти о 1 годині ночі 14 липня 1941 року з наказом перехопити конвой на північ від Триполі наступного дня. 20 липня 1941 року внаслідок контратаки італійського міноносця «Чірче» при спробі атакувати конвой південніше Пантеллерії «Юніон» був підірваний на глибинній бомбі і затонув разом з усім екіпажем. Коли «Юніон» не зміг повернутися на Мальту, 22 липня 1941 року оголосили про його загибель.